# 信濃国
信濃国（しなののくに）は、かつて日本の地方行政区分だった令制国の一つ。東山道に属する。のちの長野県、岐阜県中津川市の一部。
『万葉集』での枕詞は「水薦苅（みこもかる ）」。

## 「信濃」の名称と由来
古くは「しなぬ」と呼ばれ、継体天皇条には「斯那奴阿比多」、欽明天皇条には「斯那奴次酒」と「斯那奴」（しなぬ）の字が充てられている。
「科野」の語源については諸説あるが、江戸時代の国学者である谷川士清は『日本書紀通證』に「科の木この国に出ず」と記し、賀茂真淵の『冠辞考』にも「（一説では）ここ科野という国の名も、この木より出たるなり。」と記しており、「科の木」に由来する説が古くから唱えられている。また賀茂真淵は「名義は山国にて級坂（しなさか）のある故の名なり」とも記しており、山国の地形から「段差」を意味する古語である「科」や「級」に由来する説を残している。他に「シナとは鉄に関連する言葉」とする説もある。また級長戸辺命（しなとべのみこと、風神）説もある。
小林敏男は、「シナ（段差）」に由来する説を取った上で、シナノという地名の発生地を埴科・更科エリアであるとした。
7世紀代の信濃を記すものとして知られる唯一の木簡は、7世紀末の藤原宮跡から出土した「科野国伊奈評鹿□大贄」と見えるもので、『古事記』にある「科野国造」の表記と一致する。当時は科野国と書いたようである。これが大宝4年（704年）の諸国印鋳造時に信濃国に改められた。「科野」は和銅6年（713年）の『風土記』を境に、「信野」を経て「信濃」へと移り変わっていく。長野県で最も古い「信濃国」の文字は、平成6年（1994年）に千曲市屋代遺跡群から発見され、現在は長野県立歴史館に所蔵されている8世紀前半（715年～740年）の木簡となる。『日本書紀』には信濃国について、「是の国は、山高く谷幽し。翠き嶺万重れり。人杖倚ひて升り難し。巌嶮しく磴紆りて、長き峯数千、馬頓轡みて進かず。」とある。
平安時代末期から鎌倉時代初期にかけて、南宋から帰朝した禅宗の留学僧によって「信州」と称されるようになった。治承3年（1179年）に仁科盛家が覚薗寺に寄進した千手観音像の木札に「信州安曇郡御厨藤尾郷」とあるのが初出である。

## 神代に見える科野国
神代の国譲りにおいて、出雲の地で建御雷神に敗れた建御名方神が、科野国の洲羽の海（諏訪湖）まで逃れ、「この地から出ないし、父の大国主神や兄の事代主神に従う。葦原の国は天の神に奉るから殺さないでくれ」と言って同地に鎮まったことが『古事記』に見える。
一方『諏訪大明神絵詞』など諏訪に伝わる伝承では、建御名方神が洲羽に侵入し、土着の洩矢神とそれぞれ藤蔓と鉄鑰を持って争い、建御名方神が勝利したと伝わる。この後、建御名方神の後裔は大祝の諏訪氏に、洩矢神の後裔が神長官の守矢氏になったとされる。
また建御名方神が八坂刀売神を娶って生まれた御子神達が、科野国の発展に大きく貢献したとされる。

## 歴史

### 古代
史書によると、崇神天皇の時代に神武天皇後裔の多氏族である武五百建命が初代科野国造に任じられたと伝わる。信濃国の国造についての実像は不明であるが、広大な信濃を1氏族のみが支配していたとは考え難く、出雲国の出雲国造のように国内で突出した存在がいたのではなく、讃岐国のように複数の氏族が国造として任命されており、欽明天皇の宮に舎人として集ったことに由来する金刺氏や、敏達天皇の宮に舎人として集ったことに由来する他田氏のような、疑似的同族関係を結んでいたと考えられる。
古墳時代には、倭系百済官僚として科野の氏（ウジ）を持つ人物が史書に見える。科野国造軍として朝鮮に出兵した国造の子弟が、現地人の妻との間に残した子孫であるとされる。ただし、「物部莫奇武連」「紀臣奈率彌麻沙」のような他の倭系百済官人とは異なり、姓を有している様子が見られないので、ここでの「シナノ氏」は「科野国造の一族」という意味ではなく、氏姓制度が成立する以前に朝鮮に渡った信濃の人間が「シナノの人の〇〇」といったニュアンスで呼ばれていた（＝シナノは氏ではない）とする説も存在する。信濃の人間が外交に従事したのは、ヤマト王権内で信濃の人間が一定の役割を担っており、そのようになったのは、渡来人によって信濃に軍事行動の要である馬の文化が伝えられたからであると考えられる。現在の伊那市手良（てら）中坪には「大百済毛・小百済毛（おおくだらげ・こくだらげ） 」という地域があるが、この地名は百済からの渡来人によって開発されたという伝承がある。また、手良という地名も、『新撰姓氏録』に見える「弖良公」に由来するという。
現在の長野市篠ノ井にある長谷寺やその境内にある長谷神社は、小長谷部が創建したと考えられている。小長谷部氏は、5世紀末期から6世紀初期に存在した可能性がある武烈天皇の部民とされる。『日本書紀』によれは、武烈天皇3年には、大伴室屋が信濃国の男丁（よぼろ）を集めて城を作るように武烈天皇から詔を受けているが、この「信濃国の男丁」は小長谷部のことであると考えられている。また、小長谷部の人物として名前が残っているのは、天平勝宝4年（752年）に正倉院に奉納された白布に記された「小長谷部尼麻呂」がいる。さらに、姨捨山（おばすて）も小長谷部（おはつせべ）に由来するとされる。6世紀後半には欽明天皇の時代に科野国造後裔の金刺舎人直、敏達天皇の時代に同じく科野国造後裔の他田舎人直が成立し、後世に諏訪大社下社・上社の大祝家や信濃国内の複数の郡司を務めた。その一方で、安曇郡司は安曇部氏が務めた。
信濃国に存在した名代・部曲は、史料に見えるものは刑部、小長谷部、金刺舎人、他田舎人、生王部、物部、尾張部、神人部である。その他には屋代古墳群出土の木簡に見える金刺部、他田部、若帯部 、穂積部、守部、酒人部、宍部、宍人部、三家人部、石田部、戸田部や、それ以外の木簡に見える私部 、倉橋部 、丸子、久米舎人、大伴、安曇部、建部、爪工部、辛犬甘がいる。允恭天皇期の刑部、武烈天皇期の小長谷部、欽明天皇期の金刺舎人などの名代は、安曇郡、高井郡を除く信濃国全ての郡に分布している。信濃国におけるウジ名や部名の特徴として、大宝元年（701年）の『御野国戸籍』など、東山道の隣国である美濃国に分布するものが見えることが挙げられる。特に、若帯部、守部、穂積部などは、美濃国以外にはあまり例が知られていない。以上の部の設定は、古くても5世紀末、その多くは6世紀前半以降に順次設定されていったと考えられる。
飛鳥時代中期の皇極天皇3年（644年）、本多善光により開基された善光寺は、諏訪大社と並び今日においても全国的な信仰の拠り所となっている。大化元年（645年）には、大化の改新によって令制国が発足し、それまでの国造の支配に依拠してきた地方支配を改め、「評」と呼ばれる行政区画を全国に設置した。信濃国は当初、伊那（伊奈）評・諏方（諏訪）評・束間（筑摩）評・安曇（阿曇）評・水内評・高井評・小懸（小県）評・佐久評・科野評（後に更級と埴科に分立）などが成立していたと考えられ、現在の木曽地方を欠く大部分を領域とした。これらの評は、大宝律令の成立後、郡に改組された。越国に大化3年（647年）に渟足柵が、大化4年（648年）に磐舟柵が作られて科野から柵戸が派遣された。また、斉明天皇6年（660年）12月には、科野国が、蝿の大群が巨坂を西の方向に飛び越えて行ったことを朝廷に報告したとあり、それに先立つ推古天皇35年（627年）5月には、蝿の集団が信濃坂を越えて東の方へ行き、上野国で散り失せるとあることから、蝿に関して対応する特徴的な記述がされている。
天武天皇元年（672年）の壬申の乱には、科野の兵が土師馬手らに従い、大海人皇子（天武天皇）の側に立って活躍した。天武天皇14年（685年）には高田新家らに「束間温湯」（つかまのゆ）に行宮（あんぐう）を造らせ、朱鳥元年（686年）の大津皇子の変の後、朝廷が一時的に安曇郡への遷都を計画し、箭口音橿を遣わしている。持統天皇5年（691年）の「須波神」「水内神」の勅祭など、科野は大和朝廷にとって注目すべき地の一つであったことが分かる。大宝2年（702年）12月に、始めて美濃国に木曾山道を開くという記述があり、和銅6年（713年）7月には、美濃国と信濃国の国境の道が険阻であり、往還が難しいということで、木曽路が開通している。また、これらの記述の他にも、「信濃路は 今の墾道刈株に 足踏ましなむ 沓はけ我が背」（万葉集 巻14-3399 相聞 東歌）と詠まれており、飛鳥時代の末期からは、信濃国における官道の開発がすすんでいた。
奈良時代には、左馬寮の管轄下で望月牧など、官営による16の勅旨牧と、それを統括するための牧監庁が置かれた。養老5年（721年）6月26日に南部を諏方国として分置したが、天平3年（731年）3月7日に合併して元に復した。養老3年（719年）以後は美濃按察使の管轄下に置かれた。8世紀前半のものとみられる屋代遺跡出土の木簡には、「埴科郡大穴郷高家里」と「守部安万呂」の名前が併記されており、この「高家（たかやけ）」は、大きな高い建物の宅（屯倉）の意味で、ここに住んでいた守部安万呂は屯倉の管理者であったと考えられる。神護景雲2年（768年）には、各々の善行に対して朝廷から褒美を得た全国9人のうち、信濃国からは水内郡の刑部智麻呂と倉橋部広人や更級郡の建部大垣、伊那郡の他田舎人千世売と4人までもを占めた。
奈良時代末期から平安時代初期にかけては、信濃国内の渡来人の改姓が続々と進んだ。弘仁8年（817年）には最澄が東山道神坂峠の信濃側に広拯院を建立した。初期荘園の立荘と並行して、仁和元年（885年）には公営田の設置が見られた。同4年（888年）には前年に発生した仁和地震の影響により八ヶ岳の山麓が大規模に崩壊し千曲川を約1年に渡って堰き止め、日本最大規模とされる河道閉塞を形成した。これはその後決壊し、「仁和大水」と言われる大洪水を起こした。この被害は100km以上下流まで及んだとされる。そして千曲市では屋代条里田が4ｍの堆積砂、その対岸に当たる長野市の石川条里田は2ｍの堆積砂の下に各々発見されている。千曲川沿いに整然と整備されていた国有地（条里田）は広大な荒野となり、その後の開墾の過程で私有地化され中央貴族やそれに連なる大寺社の荘園化が進んだ。また、信濃国は罪人の配所に定められ、中流の範囲とされた。なお、元慶3年（879年）9月に鳥居峠をもって美濃・信濃の国境と定められた。
平安時代の中期には桓武平氏の平将門が、東山道を京に向かう平貞盛に追撃の兵を差し向け、小県郡国分寺付近で貞盛に助勢した滋野氏や小県郡の郡司他田氏と合戦に及ぶなど（938年2月29日）、この時代における平氏内紛の舞台ともなった。また清和源氏は経基王以来、信濃守に任官される者が多く、源氏の土着が相次いで見られた（信濃源氏）。この頃には古今和歌集や大和物語集、今昔物語集によって信濃に姨捨伝説の存在することが知られ月見の名所としても姨捨の名を高める。古代の律令体制から中世の権門体制に移行する中で、院政の時代になると、院宮分国制の進展により白河法皇や鳥羽法皇の知行国となり、その後は公卿に引き継がれた。11世紀後半以降には最高権力者である院や摂関家への寄進地系荘園の立荘が本格化し、国衙領は縮小する傾向にあった。1108年(天仁元年)には、浅間山で天明噴火の数倍と言われる規模の大噴火(天仁噴火)が発生し、山麓では大火砕流によって複数の集落が埋没した可能性がある。
平安時代末期に入ると、源氏内紛による久寿2年（1155年）の大蔵合戦で敗れた河内源氏源義賢の遺児源義仲が木曾谷の中原兼遠の元に匿われた。保元元年（1156年）の保元の乱、平治元年（1159年）の平治の乱に際して、滋野氏、諏訪氏、片桐氏、平賀氏など多くの信濃武士は、源義賢と敵対した兄の源義朝に従った。ただし、崇徳上皇の近臣であった村上氏は、信濃に所領を持つ伊勢平氏の平家弘らと共に上皇方についた。後白河法皇の第三皇子以仁王は信濃を含む東山・東海・北陸道の武士に平家追討の令旨を発し、源行家によって、新羅三郎源義光の子孫である平賀盛義・義信父子（平賀冠者）、岡田親義（岡田冠者）、そして源（木曾）義仲に伝えられた（『平家物語』）。義仲は信濃の兵を統べて挙兵し、横田河原の戦いで平氏の軍勢を破ると、以仁王の遺児北陸宮を奉じて北陸道経由で入洛したが、この動きに対し、源義朝の嫡男源頼朝は北条時政をして伊那や諏訪の武士を糾合させ、黄瀬川の戦いに出陣させた。村上氏、平賀氏らも頼朝に従った。その後、義仲は西国の平家追討のため京を離れたが水島の戦いで敗れ、さらに上洛した頼朝の弟範頼、義経らに近江国で討伐された（粟津の戦い）。平安時代から鎌倉時代に、美濃国から木曽地方を編入し、筑摩郡の一部としたが、その正確な時期は不明で、室町時代後期の木曽地方は公式にはまだ美濃国に属しており戦国時代にまで下る可能性があるとする説もある。

### 中世
鎌倉時代初期には関東御分国の1つとして鎌倉幕府の知行国であった。その後の知行権は公卿や興福寺・東大寺等の有力寺院の手に移るが、在庁官人や国人衆の幕府御家人化が進み、京都の遙任国司や知行国主、荘園領家らの影響力は薄れ、鎌倉幕府の介在なしには税の徴収も困難となり、「国司その用あてざる国」と揶揄された（『明月記』）。戦国時代まで存在した守護職には比企氏や執権北条氏、小笠原氏、諏訪氏、吉良氏、上杉氏、斯波氏、武田氏らがいた。
幕府樹立後、初代の信濃守護には比企能員が就任し、信濃国目代を兼帯して国衙機構も掌握したが、建仁3年（1203年）の比企能員の変で北条時政に滅ぼされ、将軍源頼家の近習で、十三人の合議制に対抗する側近であった中野能成や小笠原長経も連座した。時政は比企氏以外にも幕府重臣の粛清を進め、元久2年（1205年）には平賀義信の次男平賀朝雅を傀儡の新将軍として擁立しようとしたが、失脚した（牧氏事件）。建暦3年（1213年）、御家人泉親衡が、信濃武士と結んで頼家の遺児千寿丸を将軍に擁立し、信濃守護も兼帯する執権北条義時の打倒を図る陰謀が発覚した（泉親衡の乱）。承久3年（1221年）の承久の乱では幕府の仁科盛遠への処遇も乱勃発の一端となった。信濃武士の多くは幕府方につき、東山道軍の武田信光、小笠原長清に従い、後鳥羽上皇方の仁科氏らは北条朝時の北陸道軍に敗れた。幕府方についた信濃武士は新補地頭として西国に所領を得たが、それまで東国に限定的であった幕府の権威を浸透させる目的で西遷を余儀なくされた者も多かった。また幕府が朝廷に対して優位に立ち、信濃国内における北条氏の所領も関東御領の春近領を中核として拡大すると、宝治元年（1247年）の宝治合戦で武功を挙げた諏訪盛重や内管領を務めた諏訪盛経に代表されるように、北条氏の得宗被官（御内人）として活躍する者も現れた。得宗専制が強化されてゆく中、弘安8年（1285年）の霜月騒動では幕府の有力御家人安達泰盛の姻戚であった伴野氏や、小笠原氏が巻き込まれ、逼塞を余儀なくされた。
この時代の仏教の信者で多いのが臨済宗、曹洞宗などの禅宗と一向宗、浄土宗（禅林寺派）などである。特に塩田流北条氏の塩田荘は「信州の学海」（『仏心禅師大明国師無関大和尚塔銘』）と称されるほど、禅宗文化の中心地となった。弘安年間、興福寺が知行国主であった時、目代に補任された願舜坊定尭なる僧は信濃からの検注物や年貢を横領し、弘安7年（1284年）、本所法である「満寺評定」によって、国外追放刑となった。延慶2年（1309年）の国衙領の検注の調進は国司目代が行っているが、応安6年（1373年）には守護使に代わっている。このように信濃においても国衙は次第に形骸化され、国司の権能は守護に遷移していったことがうかがえる。
鎌倉時代末期、元弘元年（1331年）からの元弘の乱では、信濃の御家人は、信濃守護を兼帯する探題北方北条仲時に従い、後醍醐天皇の拠る笠置山や赤坂城を攻めた（『光明寺残篇』）。しかし元弘3年/正慶2年（1333年）に後醍醐天皇が鎌倉幕府追討の宣旨を下し、足利尊氏、新田義貞ら幕府の有力御家人が幕府から離反すると、小笠原貞宗もこれに従って鎌倉攻めに加わり、後に新たな信濃守護に補任された。一方、北条仲時は京都から逃る途中で自害に追い込まれた。東勝寺合戦では御内人の諏訪直性が得宗北条高時に殉じて自害するが、高時の遺児北条時行は諏訪氏に匿われた。建武2年（1335年）、諏訪神党の諏訪頼重や滋野氏・仁科氏らは時行を奉じて挙兵（青沼合戦）し、鎌倉を奪還（中先代の乱）したが、わずか20日で鎮圧され、諏訪氏らは自害し、時行は逃亡した。翌年に入ると北条時興が南朝に呼応して京都から麻績御厨に入って挙兵し（『市河家文書』）、小笠原貞宗や村上信貞の軍勢と衝突したが破れた。その後は吉良満義が守護となり、北条残党一掃のため吉良時衡が派遣された。
後醍醐天皇の建武の新政では公家中心の政治に対して武士の不満が高まった。延元の乱で尊氏が建武政権から離反すると、天皇方は鎌倉に向けて東海・東山両道に大軍を発し、忠房親王率いる東山道軍が大井城を落城させた。尊氏の新帝擁立で朝廷が二つに分かれた南北朝時代に入ると、南朝方の諏訪氏や仁科氏・香坂氏・祢津氏・望月氏・海野氏らと北朝方の小笠原氏や村上氏・高梨氏との間で抗争が繰り広げられた。暦応3年/興国元年（1340年）には、北条時行が遠江国から伊那谷に入り大徳王寺城に拠ったが、小笠原氏がこれを破った。観応元年（1350年）の観応の擾乱では南朝方足利直義派の諏訪直頼らも呼応して挙兵し、高師冬を討つなどの戦功を挙げ、直義が守護の任免権も掌握すると、観応2年（1351年）には直頼が信濃守護に補任されたが、尊氏派が勢力を盛り返すと薩埵山体制により守護は小笠原氏に復した。
南朝方は後醍醐天皇の皇子で、興国5年（1344年）から信濃に入国した征夷大将軍宗良親王（信濃宮）を奉じて、香坂高宗の拠る伊那谷に一大拠点を築いた。文和元年（1352年）には親王が信濃の南朝勢を糾合して武蔵野合戦に出陣したが敗北し、文和4年（1355年）の桔梗ヶ原の戦いでも小笠原氏に敗北すると、信濃における南朝勢力の衰微は決定的となり、諏訪氏や仁科氏なども北朝側に寝返って、ついには将軍足利義詮に従属するようになり、文中3年（1374年）親王も信濃を去った。信濃は暦応2年/延元4年（1339年）から康永3年/興国5年（1344年）までと、貞治4年/正平20年（1365年）から応安3年/建徳元年（1370年）まで、室町幕府から鎌倉府の管轄に移行したが、再び幕府に取り戻された。幕府と鎌倉府の融和によって、鎌倉府の推挙で上杉朝房が守護に任じられたが、将軍足利義満と公方足利氏満が対立すると、信濃は鎌倉府監視の最前線となり、鎌倉時代とは一変して、京都の政情が大きく影響するようになった。天授5年/康暦元年（1379年）の康暦の政変での大幅な守護改替により斯波義種が守護に補任された。
明徳3年（1392年）の明徳の和約による南北朝の合一後、幕府は在地豪族の荘園や公領の横領・濫妨を守護に命じて停止させようとしたため、複雑な対立関係が発生し、斯波氏に対する国人衆の反乱が起きた。その後、明徳の乱や応永の乱で武功を上げ信濃守護に復した小笠原氏と在地豪族の代表格村上氏が、国人衆（大文字一揆）を巻き込んで争い（大塔合戦）、小笠原長秀は京都へ追放された。応永9年（1402年）信濃は室町幕府料国（直轄地）となり、政所の直接支配下に置かれ、守護職は空白化した。その間、幕府代官として細川氏が派遣されたが、応永10年（1403年）から翌年にかけて、村上氏や高梨氏を中心とした国人衆の反乱が起きた。その後は将軍と鎌倉公方、鎌倉公方と関東管領との対立が大きく影響を及ぼし、強力な支配権を持つ自立した大名が登場することはなかった。将軍足利義教により信濃守護に復し、上杉禅秀の乱や永享の乱、結城合戦などで活躍した小笠原政康は、公方足利持氏派の村上氏
を抑えて信濃を一時平定したが、嘉吉の乱で義教の後ろ盾を失い、政康の没後、小笠原氏の家督相続と守護叙任に幕府有力者の畠山氏と細川氏の対立関係が絡んで、小笠原氏は三家に分裂した。幕府による享徳の乱への出陣命令にも応えられないほど衰亡し、守護権力も地に堕ち、上杉房定に半国守護を抑えられた。
室町末期にかけて下克上の様相を呈し、在地豪族の諸勢力が拮抗を続けた。埴科郡を拠点に北部や東部に勢力を拡大する村上氏、諏訪大社の信仰を背景とする諏訪氏、信濃守護家として幕府と強い繋がりを持つ小笠原氏、木曽谷に割拠する木曾氏らがその代表格であり、この4氏を後世「信濃四大将」と呼ぶ。他にも小笠原一族で守護代を務め、幼少期の古河公方足利成氏を庇護した大井氏、越後長尾氏と縁戚関係を結ぶ高梨氏、関東管領山内上杉氏を後ろ盾とした海野氏、逸早く土着し信濃源氏の祖となった井上氏、京武者として朝廷と強く結びつき、安曇郡に拠って一大勢力を築く仁科氏などの旧来の名族も健在であった。応仁元年（1467年）からの応仁の乱では仁科氏、木曾氏、伊那小笠原両氏、諏訪大社上社などが東軍（細川勝元）、府中小笠原氏が西軍（山名宗全）についた。長享元年（1487年）の長享・延徳の乱に始まる幕府の六角氏征伐では、仁科氏、木曾氏、村上氏、海野氏、小笠原氏らが将軍足利義尚、足利義稙に従って出兵した。
戦国時代には隣国甲斐国や越後国との関係が深くなった。諏訪氏は甲斐守護武田氏と同盟を結び天文10年（1541年）には諏訪氏、村上氏は武田信虎と共同して小県郡へ侵攻し海野氏を駆逐するが（海野平の戦い）、同年に甲斐で晴信（信玄）への当主交代が起こると武田と諏訪の関係は手切となり、諏訪大社上社（諏訪氏）と下社（金刺氏）、諏訪宗家と高遠諏訪家の対立が絡んで、晴信による信濃侵攻が本格化する。武田氏は諏訪頼重、仁科盛政を滅ぼし、守護小笠原長時や村上義清らを追い、木曾義康や真田幸隆を従属させ、佐久郡において関東管領上杉憲政を破ると（小田井原の戦い）、信濃の大半を領国化し有力国衆を家臣団として従えていくが、それに対して、高梨氏や井上氏など北信国衆は越後の長尾景虎（上杉謙信）を頼り、武田・長尾（上杉）間の北信・川中島を巡る川中島の戦いへと展開する。弘治3年（1557年）の第三次合戦後には将軍足利義輝は甲越間の調停を行い、翌弘治4年に晴信は信濃守護に補任されている。川中島の戦いは最大の衝突となった永禄4年（1561年）の第四次合戦を契機に収束し、その後も甲越関係は対立し北信地域は最前線として緊張状態にあったが、以後は安定して信濃の武田領国化が続く。晴信は元亀2年（1571年）、三河国山間部を攻略する過程で、同国加茂郡から現・根羽村の地域を信濃国に編入し伊那郡の一部とした。
武田晴信の死後、その後を継いだ武田勝頼が上杉景勝と同盟を結び、信濃を統一支配したが、天正10年（1582年）、織田信長に敗れて滅亡し、高遠城主仁科盛信らが戦死した。その後は織田家の版図に加えられ、森長可（北信）、滝川一益（東信）、毛利長秀（伊那）、河尻秀隆（諏訪）、木曾義昌（安曇、筑摩）らに与えられた。しかし約三ヵ月後には本能寺の変が起き、信濃においても一向一揆が発生したことで織田家の勢力は瓦解し、権力の空白地帯となった信濃には徳川氏・後北条氏・上杉氏の勢力が進出した（天正壬午の乱）。やがて後北条氏は徳川氏と和解・同盟して領地交換により関東へ撤退した。
この結果、北信濃四郡は上杉氏、それ以外は徳川氏の領国となったが、両者の対立の狭間で真田昌幸が自立し第一次上田合戦を生じた。この対立はのちに徳川家康と豊臣秀吉の対立に転じ、家康が秀吉と和睦し後に臣従することで、天正18年（1590年）に関東に移封されると、徳川方の国衆も随行し、譜代大名や旗本となった者も多かった。信濃は豊臣方の武将の支配下に収まり、仙石秀久（佐久）、石川数正（安曇、筑摩）、毛利秀頼（伊那）、日根野高吉（諏訪）が入封し、木曽は秀吉の蔵入地となった。さらに慶長3年（1598年）に北信濃四郡を治めた上杉景勝が越後から会津に移封されると、北信濃には関一政、田丸直昌が入封したが、秀吉の死後、家康は両者を美濃に移し、代わって配下の森忠政を入封させた。
真田氏はかつては徳川氏に仕えながら豊臣氏の配下に転じ、関ヶ原の戦いにおいて西軍方についたため、徳川秀忠の軍勢は、小山評定から関ヶ原に向けて中山道を進軍する途上、真田昌幸、信繁父子の居城上田城を攻めたが敗れた（第二次上田合戦）。しかし石田三成ら西軍首脳が本戦で敗れたため、昌幸は高野山に流罪となった。その後、東軍の真田信幸が上田から松代城に入った。西軍の真田信繁は豊臣方について後年の大坂の陣で武名を挙げた。

### 近世
江戸時代は、途中廃絶も含めて松代藩等大小計19藩が置かれた（廃藩置県時点では松代藩の他、松本藩、上田藩、飯山藩、小諸藩、岩村田藩、龍岡藩（田野口藩）、高島藩、高遠藩、飯田藩、須坂藩）。また木曽地方は全域が尾張国名古屋藩領（山村代官所）であり、伊那郡内には美濃国高須藩（竹佐陣屋）及び陸奥国白河藩（市田陣屋）、高井郡内には越後国椎谷藩（六川陣屋）、佐久郡内には三河国奥殿藩（後に藩庁を信濃に移し田野口藩となる）の飛び地があった。その他善光寺、戸隠神社、諏訪大社等の寺社領、天領支配のための中野・中之条・御影・飯島・塩尻の5つの代官所、伊那衆三家を含む旗本知行所（維新まで存続したものは12ヶ所）などが置かれた。
正保元年（1644年）、幕府は正保国絵図の信濃分の作成を松代藩、上田藩、飯山藩、松本藩、飯田藩に命じた。この時代には貞享3年（1686年）の松本藩貞享騒動や宝暦11年（1761年）の上田藩宝暦騒動など大規模な農民一揆が発生した。また、主に北信濃の豪雪地の農村を中心に多くの出稼ぎ労働者を江戸に送り出し、彼らは「信濃者（しなのもの・しなのじゃ）」、「おシナ」あるいは暗喩で「椋鳥」と呼ばれ、「大飯喰らい」「でくのぼう」の象徴として江戸川柳や狂歌に多く詠まれることとなった。天明年間の浅間山大噴火や天明の大飢饉も農民の都市への逃散の一因を成した。文化13年（1816年）には天領代官所に信濃国悪党取締出役が設置され、天保年間からは天領代官が大名・旗本領に立ち入り、他国から流入する無宿者の取締りに従事する事例が増加した。弘化4年（1847年）には善光寺地震が発生し、死者8000-12000人と広範囲に大規模な被害が及んだ。その一方で五郎兵衛用水や拾ヶ堰などの灌漑用水の開削によって、新田開発が進み、信濃一国の石高は慶長3年（1598年）には約40万石であったものが、天保5年（1843年）には約75万石まで増加した。また寛文年間ころから農閑期の農民が担い手となり、中馬という新たな内陸交通手段が発達したが、宿場町の伝馬制を圧迫し、軋轢を生じたため、明和元年（1764年）に幕府は裁許状を発し、条件を付けて公認した。
幕末になると、東海地方から南信濃に平田国学が移入され、水戸学の影響も加わって、俄かに勤王・攘夷思想が盛んになった。嘉永6年（1853年）に黒船が来航し、幕府から松代藩は品川台場の警固、松本藩、飯田藩、田野口藩は浦賀の警固を命ぜられ、重い負担を強いられた。文久元年（1861年）の和宮の中山道下向では松代藩、上田藩、高遠藩が乗輿警衛を、その他諸藩が沿道守衛を命じられた。元治元年（1864年）には天狗党の乱が関東から京へ向けて信濃国内を通行したが、実際に交戦したのは高島藩、松本藩のみで、それ以外の藩は天狗党に畏怖し通行を黙認した。同年、開国派の松代藩士佐久間象山は京都で尊王攘夷派に暗殺された。慶応3年（1867年）には東海地方から「ええじゃないか」と御札降りの騒動が信濃国全体に波及し、庶民の間に世直しの機運が醸成された。
戊辰戦争では外様の松代藩・須坂藩はいち早く倒幕を表明、その他の譜代諸藩は、当初日和見の態度をとる藩が多く、積極的な佐幕論は見えない中、次第に官軍に恭順していった。慶応4年（1868年）官軍より信濃諸藩に赤報隊の捕縛命令が下り、下諏訪宿で相楽総三らが処刑された。4月下旬、越後から進出した衝鋒隊が飯山城下を占領すると、信濃諸藩は東山道先鋒総督府の岩村精一郎の軍監に入り、連合してこれを撃退し、そのまま北越戦争、会津戦争に転戦した。賞典禄は松代藩3万石、須坂藩5000石、松本藩3000石、上田藩3000石、金禄は奥殿藩5000両、高遠藩2000両等であった。明治維新に前後して、折柄の贋金の流通による経済の混乱も相まって信濃各地で木曽騒動、上田騒動、会田・麻績騒動、松代騒動などの世直し一揆が多発し、中でも最大規模の中野騒動では県庁舎が焼失し、県庁の長野移転の契機となった。

### 近世以降の沿革
- 「旧高旧領取調帳」に記載されている明治初年時点での国内の支配は以下の通り（1,774村・786,062石余）。太字は当該郡内に藩庁が所在。国名のあるものは飛地領。
  - 水内郡（225村・110,270石余） - 幕府領（中野代官所・松代藩預地）、松代藩、飯山藩、越後椎谷藩
  - 高井郡（153村・86,336石余） - 幕府領（中野代官所・松代藩預地）、松代藩、須坂藩、越後椎谷藩
  - 埴科郡（40村・25,162石余） - 幕府領（中之条代官所）、松代藩
  - 更級郡（125村・59,050石余） - 幕府領（中之条代官所）、旗本領、松代藩、上田藩
  - 小県郡（154村・76,998石余） - 幕府領（中之条代官所）、旗本領、上田藩、小諸藩、岩村田藩
  - 佐久郡（210村・98,319石余） - 幕府領（御影代官所・中之条代官所）、旗本領、岩村田藩、小諸藩、田野口藩
  - 筑摩郡（236村・84,451石） - 幕府領（塩尻代官所を経て松本藩預地）、松本藩、高遠藩、高島藩、尾張名古屋藩
  - 安曇郡（179村・64,235石余） - 松本藩
  - 諏訪郡（157村・43,779石余） - 高島藩
  - 伊那郡（295村・137,459石余） - 幕府領（飯島代官所・松本藩預地・千村氏預地）、旗本領、高遠藩、飯田藩、陸奥白河藩、美濃高須藩
- 慶応2年6月19日（1866年7月30日） - 白河藩が棚倉藩に転封。
- 慶応4年
  - 2月1日（1868年2月23日） - 棚倉藩が白河藩に転封（実行されず）。
  - 2月17日（1868年3月10日） - 幕府領が名古屋藩の管轄となる。
  - 8月2日（1868年9月17日） - 府藩県三治制による伊那県を飯島陣屋に設置。
- 明治元年
  - 10月4日（1868年11月17日） - 伊那郡の幕府領の一部（飯島代官所）が伊那県の管轄となる。
  - 12月15日（1869年1月17日） - 白河藩が戊辰戦争後の処分により減封。伊那郡の領地は伊那県の管轄となる。
- 明治2年
  - 2月30日（1869年4月11日） - 伊那郡を除く国内の幕府領の一部（中野・中之条・御影の各代官所）が伊那県の管轄となる。
  - このころ国内の旗本領および幕府領の一部（松本藩預地）が伊那県の管轄となる。
  - 6月22日（1869年7月30日） - 任知藩事にともない田野口藩が改称して竜岡藩となる。
  - 9月 - 伊那郡の幕府領（千村氏預地・知久氏預地）が伊那県の管轄となる。
- 明治3年
  - このころ国内の幕府領の残部（松代藩預地）が伊那県の管轄となる。
  - 9月17日（1870年10月11日） - 伊那県のうち更級郡・水内郡・高井郡・埴科郡・小県郡・佐久郡が分立して中野県が発足。筑摩郡・伊那郡は引き続き伊那県が管轄。
  - 12月23日（1871年2月12日） - 高須藩が廃藩。伊那郡の領地は名古屋藩の管轄となる。
- 明治4年
  - 6月2日（1871年7月19日） - 竜岡藩が廃藩。佐久郡の領地は中野県の管轄となる。
  - 7月14日（1871年8月29日） - 廃藩置県により藩領が高遠県、飯田県、高島県、松本県、松代県、上田県、飯山県、須坂県、小諸県、岩村田県および名古屋県、椎谷県の飛地となる。
  - 9月 - 国内の名古屋県の管轄地域が伊那県の管轄となる。
  - 7月25日（1871年9月9日） - 長野県成立。
  - 11月20日（1871年12月31日） - 第1次府県統合により、埴科郡・高井郡・水内郡・佐久郡・更級郡・小県郡が長野県、筑摩郡・伊那郡・諏訪郡・安曇郡が筑摩県の管轄となる。
- 明治9年（1876年）8月21日 - 第2次府県統合により、筑摩県のうち信濃国が長野県に編入。
- 昭和33年（1958年）10月15日 - 西筑摩郡神坂村が岐阜県中津川市に編入。
- 平成17年（2005年）2月13日 - 木曽郡山口村が岐阜県中津川市に編入。

### 現代
現代では、旧信濃国の領域は、ごくわずか（旧神坂村・旧山口村）が岐阜県中津川市に編入されているほかは、長野県の領域と一致している。広大な県域を持つ長野県では、地域間、特に長野市と松本市との対立の歴史がある。そのため、県を表す名称としては、長野市を由来とする「長野県」よりも、「信州」「信濃」の名称がニュートラルであるとして好まれる傾向にある（県歌「信濃の国」、信州大学など）。

## 国内の施設

### 主な遺跡

#### 原始時代
考古遺物としては、これまでの長野県の弥生時代像を大幅に変える大集落・松原遺跡の中心部分が、1990年の上信越自動車道建設に伴う長野インターチェンジ予定地付近の発掘調査で発見された。これは縄文時代から中世に至る各時代の包含層が千曲川の洪水堆積層を挟んでいることが判明しており最盛期の紀元前1世紀ごろには大きな溝で居住域をいくつかに分かち、その一つ一つに数多くの建物跡を持ち近畿地方の標準的な環濠を持つ集落が4つ程入る規模がある。同時に日本海側から千曲川を遡り関東平野に抜ける交流ルートの要であったことを出土した大量の土器や石器が示している。また3世紀の遺跡として、木島平村で根塚遺跡が発見されている。この遺跡からは鉄剣が出土しているが、同様の鉄剣は韓国の蔚山下垡遺跡からも発見されており、渡来人との関連性が指摘されている。また、弥生時代の遺跡として伊勢宮遺跡と篠ノ井遺跡が発見されているが、この遺跡から発見された人骨は渡来人の特徴が見られた。

#### 古墳時代
4世紀前期から6世紀初頭にかけて、北信で埴科古墳群や川柳将軍塚古墳など、ヤマト王権の影響を受けた前方後円墳が多数築造された。また埴科古墳群の森将軍塚古墳の被葬者は初代科野国造の建五百建命とする説がある。一方南信では4世紀に代田山狐塚古墳が造営され、その後1世紀ほど築造が途絶えるものの、5世紀後半から6世紀末頃にかけて飯田古墳群が成立し、多種多様な古墳が築造された。6世紀中期には現在の箕輪町に松島王墓古墳が築造され、筑摩郡周辺にも弘法山古墳が造営された4世紀以降2世紀近く途絶えていた古墳が円墳を中心に再び築造される。しかし諏訪地域への古墳文化の流入は遥かに遅く、5世紀代にフネ古墳、片山古墳が築造されるものの、前方後円墳は下諏訪青塚古墳が唯一築造されるにとどまった。4世紀から5世紀後半にかけての北部シナノの千曲川中流域における前方後円墳の集中と、5世紀後半から6世紀にかけての南部シナノの天竜川流域における前方後円墳の集中という交代現象は、シナノ特有の在地首長の移住というものではなく、全国的な動きであった。

### 国府
歴史的文献に現れる国府の所在地として、『和名類聚抄』、『拾芥抄』、『易林本』の節用集のいずれにも全て筑摩郡と記述されている。現在の松本市域に比定される。
ただし諸説として、国分寺及び総社のひとつである科野大宮社が上田市にあること、東山道のルートや宿駅の配置（小県郡亘理（曰理）駅）、科野国造の本拠地であったことなどから推測して、『和名抄』編纂以前には小県郡に国府があったとする学説もあるが、1次史料による証明・裏付けは今のところ皆無であるため、憶測の域を出ない。2022年現在において、遺跡からの有力な出土物や遺構も発掘されていない。
また、一時的に信濃国から分立した諏方国の国府も未詳である。
平安中期の944年、天災により国衙が倒壊し国司が圧死した記録が残る。
鎌倉初期には善光寺近傍に「後庁（御庁）」（長野市後町）が建てられ、国司の目代や在庁官人が置かれた。1335年には、建武の新政に反旗を翻した諏訪頼重が国衙を襲撃し戦火で消失、以後再建されることがないまま、守護を務める武家にその権能が委譲され、次第に形骸化していった。

### 寺院
国分寺・国分尼寺
- 信濃国分寺跡 （上田市国分、北緯36度22分48.27秒 東経138度16分15.01秒 / 北緯36.3800750度 東経138.2708361度）
国の史跡。北方に後継の国分寺（上田市国分、北緯36度22分58.93秒 東経138度16分15.90秒 / 北緯36.3830361度 東経138.2710833度）が所在。
- 信濃国分尼寺跡 （上田市国分、北緯36度22分50.04秒 東経138度16分07.75秒 / 北緯36.3805667度 東経138.2688194度）
国の史跡（「信濃国分寺跡」に包括）。

定額寺
貞観9年（867年）に藤原良房によって定められた。
- 寂光寺（伊那郡）
- 錦織寺（筑摩郡）
- 安養寺（更級郡）
- 屋代寺（埴科郡）
- 妙楽寺（佐久郡）

安国寺利生塔
- 安国禅寺（茅野市宮川）

### 神社
延喜式内社
『延喜式神名帳』には、大社7座5社・小社41座41社の計48座46社が記載されている（「信濃国の式内社一覧」参照）。大社5社は以下に示すもので、全て名神大社である。
- 諏方郡 南方刀美神社二座
  - 比定社：諏訪大社 （諏訪地域に二社四宮）
- 安曇郡 穂高神社
  - 比定社：穂高神社 （安曇野市穂高）
- 更級郡 武水別神社
  - 比定論社：武水別神社 （千曲市八幡、北緯36度31分10.12秒 東経138度06分10.81秒 / 北緯36.5194778度 東経138.1030028度）
  - 比定論社：桶知大神社 （長野市大岡丙、北緯36度29分36.24秒 東経138度1分16.97秒 / 北緯36.4934000度 東経138.0213806度）
- 水内郡 健御名方富命彦神別神社
  - 比定論社：健御名方富命彦神別神社 （長野市箱清水、北緯36度39分41.54秒 東経138度11分31.71秒 / 北緯36.6615389度 東経138.1921417度）
  - 比定論社：健御名方冨命彦神別神社 （長野市信州新町、北緯36度34分31.29秒 東経138度02分56.30秒 / 北緯36.5753583度 東経138.0489722度）
  - 比定論社：健御名方富命彦神別神社 （飯山市豊田、北緯36度55分15.85秒 東経138度22分29.45秒 / 北緯36.9210694度 東経138.3748472度）
- 小県郡 生島足島神社二座
  - 比定社：生島足島神社 （上田市下之郷、北緯36度21分36.90秒 東経138度13分5.50秒 / 北緯36.3602500度 東経138.2181944度）

総社・一宮以下
『中世諸国一宮制の基礎的研究』に基づく一宮以下の一覧。
- 総社：次の2社の説がある。
  - 科野大宮社 （上田市常田、北緯36度23分40.04秒 東経138度15分28.80秒 / 北緯36.3944556度 東経138.2580000度）
  - 伊和神社 （松本市惣社、北緯36度14分18.15秒 東経137度59分27.51秒 / 北緯36.2383750度 東経137.9909750度）
- 一宮：諏訪大社 （諏訪地域、北緯35度59分53.37秒 東経138度07分10.09秒 / 北緯35.9981583度 東経138.1194694度）
- 二宮：小野神社 （塩尻市北小野、北緯36度03分18.02秒 東経137度58分10.32秒 / 北緯36.0550056度 東経137.9695333度）
- 三宮：穂高神社 （安曇野市穂高、北緯36度20分19.28秒 東経137度53分3.57秒 / 北緯36.3386889度 東経137.8843250度）
- 四宮：武水別神社（千曲市八幡、北緯36度31分10.12秒 東経138度06分10.81秒）

以上のほか、沙田神社（松本市島立三ノ宮）を三宮とする伝承がある。

### 守護所
守護所は守護の交代によって位置は移り変わり、水内郡善光寺後庁、小県郡塩田、埴科郡船山、水内郡平芝、筑摩郡井川などに置かれた。

### 勅旨牧
- 大室牧（水内郡）
- 笠原牧（高井郡）
- 高井牧（高井郡）
- 新張牧（小県郡）
- 塩原牧（小県郡）
- 望月牧（佐久郡）
- 長倉牧（佐久郡）
- 塩野牧（佐久郡）
- 猪鹿牧（安曇郡）
- 埴原牧（筑摩郡）
- 大野牧（筑摩郡）
- 岡屋牧（諏訪郡）
- 山鹿牧（諏訪郡）
- 萩倉牧（諏訪郡）
- 平井手牧（伊那郡）
- 宮処牧（伊那郡）

埴原牧に牧監庁を併設。左馬寮に属し、後に左馬寮領の荘園となった。

### 御厨
いずれも伊勢神宮領。
- 芳美御厨（高井郡）
- 保科御厨（高井郡）
- 長田御厨（高井郡）
- 布施御厨（更級郡）
- 富部御厨（更級郡）
- 村上御厨（更級郡）
- 藤長御厨（更級郡）
- 仁科御厨（安曇郡）
- 矢原御厨（安曇郡）
- 麻績御厨（筑摩郡）
- 会田御厨（筑摩郡）

## 地域

### 郡
信濃国に存在した郡と、現在の長野県に存在する郡の対応。
- 伊奈郡（いな）→上伊那郡 - 下伊那郡
  - 輔衆郷 - 『和名抄』高山寺本には無記載
  - 伴野郷
  - 小村郷
  - 麻績郷（「麻続」と記す場合もある）
  - 福智郷
- 諏方郡（すは、すわ）→諏訪郡（字体だけ変更）
  - 土武郷
  - 佐補郷
  - 美和郷
  - 桑原郷
  - 神戸郷 - 『和名抄』高山寺本には無記載
  - 山鹿郷
  - 氐良郷 - （「返良」と記す場合もある）
- 筑摩郡（ちくま、つかま）→東筑摩郡 - 木曽郡（西筑摩郡から改称）
  - 良田郷
  - 崇賀郷 - （「宇賀」と記す場合もある）
  - 辛犬郷
  - 錦服郷
  - 山家郷
  - 大井郷
  - 荒田郷
- 安曇郡（あづみ）→北安曇郡 - 南安曇郡（消滅）
  - 高家郷
  - 八原郷
  - 前科郷
  - 村上郷
- 更級郡（さらしな）（消滅）
  - 麻績郷（「麻続」と記す場合もある）
  - 村上郷
  - 当信郷 - （「等信」「当科」と記す場合もある）
  - 小谷郷
  - 更級郷
  - 清水郷
  - 斗女郷
  - 池郷郷
  - 氷銫郷
  - 余戸郷
  - 長谷郷？
- 水内郡（みぬち、みのち）→上水内郡 - 下水内郡
  - 芋井郷
  - 大田郷
  - 芹田郷
  - 尾張郷
  - 大嶋郷
  - 古野郷
  - 赤生郷
  - 中嶋郷
- 高井郡（たかい）→上高井郡 - 下高井郡
  - 穂科郷
  - 小内郷
  - 稲向郷
  - 日野郷
  - 神戸郷
- 埴科郡（はにしな）
  - 倉科郷
  - 磯部郷
  - 船山郷
  - 大穴郷
  - 英多郷
  - 坂城郷
- 小県郡（ちいさがた）
  - 童女郷
  - 山家郷
  - 須波郷
  - 跡部郷
  - 安宗郷
  - 福田郷
  - 海部郷
  - 余戸郷
- 佐久郡（さく）→北佐久郡 - 南佐久郡
  - 美理郷
  - 大村郷
  - 大井郷
  - 余戸郷
  - 刑部郷
  - 青治郷
  - 茂理郷
  - 小治郷
  - 大穴郷

## 人物

### 国司
括弧内は任官年。延喜式では上国となっており、国司構成は除目により、四等官が各1名ずつの他、3名の史生からなる。

#### 信濃守

##### 飛鳥・奈良時代
- 小治田宅持[注釈 13] （708年）
- 佐伯沙弥麻呂 （714年）
- 巨勢又兄 （731年）
- 物部依羅人曾 （746年）
- 坂合部金綱 （747年）
- 佐伯大成[注釈 14] （757年）
- 忌部鳥麻呂 （757年）
- 藤原継縄 （764年）
- 三河王 （764年）
- 多犬養 （766年）
- 藤原楓麻呂 （769年）
- 菅生王 （771年）
- 多治比豊浜 （772年）
- 石川望足 （774年）
- 大原浄貞 （778年）
- 大伴不破麻呂 （778年）
- 紀家継 （781年）
- 巨勢苗麻呂 （784年）
- 中臣鷹主 （785年）
- 縣犬養堅魚麻呂（786年）
- 藤原乙叡 （790年）

##### 平安時代
- 笠江人 （795年頃?）
- 藤原継業 （799年以後?）
- 出雲広貞 （権守） （812年頃?）
- 宇智王 （813年）
- 仲雄王 （818年頃?）
- 菅原清公 （826年）
- 紀百継 （828年）
- 南淵弘貞 （833年）
- 源弘 （833年）
- 清原長谷 （833年）
- 源弘（再任） （835年）
- 藤原大津 （836年）
- 興世書主 （840年）
- 紀綱麻呂 （権守） （841年）
- 小野篁 （848年）
- 藤原助 （851年）
- 久賀三夏 （852年）
- 平実雄 （853年）
- 源多 （858年）
- 南淵年名 （858年）
- 橘安吉雄 （権守） （861年）
- 在原行平 （862年）
- 橘安吉雄 （守に昇格） （864年）
- 有宗益門 （権守） （865年）
- 源頴 （867年）
- 藤原水谷 （権守） （869年）
- 滋野善根 （870年）
- 源興基 （権守） （870年）
- 紀有常 （権守） （871年）
- 在原守平 （874年）
- 源近善 （権守） （877年）
- 源包 （878年）
- 橘良基 （884年）
- 源近善 （権守） （884年頃?）
- 藤原有蔭 （885年以前?）
- 源道 （権守） （886年）
- 藤原諸房 （887年）
- 源定有 （権守） （887年頃?）
- 藤原扶幹 （895年）
- 源実 （899年）
- 源義 （899年頃?）
- 小野清実 （904年）
- 源清蔭 （権守） （907年）
- 源恵 （908年）
- 源是茂 （権守） （915年）
- 藤原忠房 （権守） （916年）
- 藤原俊蔭 （権守） （917年）
- 橘公頼 （923年）
- 平時望 （権守） （924年）
- 源師尚 （925年以前?）
- 藤原公葛 （925年）
- 源宗于 （権守） （925年）
- 源善延 （927年頃?）
- 高階師尚 （936年）
- 藤原良載 （936年以前?）
- 源公家 （938年以前?）
- 源師保 （944年以前?）
- 紀文幹[注釈 15] （944年頃?）
- 源重光 （権守） （950年）
- 源信明 （953年）
- 源経基 （961年以前?）
- 源惟正 （961年）
- 平維茂 [注釈 16]
- 源重之（969年頃?）
- 藤原季平 （977年以前?）
- 藤原陳忠[注釈 17] （982年頃?）
- 藤原在国 （権守） （988年）
- 藤原永年[注釈 18] （989年以前?）
- 藤原惟正 （992年頃?）
- 藤原隆家 （権守） （993年）
- 源満仲 （997年以前?）
- 佐伯公行 （998年以前?）
- 藤原伊祐 （998年以前?）
- 中原致時 （998年）
- 源道方 （権守） （1001年）
- 源済政 （1002年）
- 源定長 （1004年以前?）
- 藤原佐光 （1004年）
- 藤原弘道 （権守） (1007年）
- 藤原公則 （1012年）
- 源道成 （1017年頃?）
- 藤原惟任 （1022年頃?）
- 藤原信理 （1023年以前?）
- 大江保資 （1027年頃?）
- 藤原家経 （1032年）
- 菅原忠貞 （1040年以前?）
- 平孝義 （1040年）
- 源頼親 （1043年頃?）
- 源経隆 （1047年頃?）
- 藤原伊綱 （1057年以前?）
- 橘俊通 （1057年）
- 大江成衡 （1063年以前?）
- 藤原惟経 （1069年以前?）
- 源隆基 （1072年以前?）
- 藤原知言 （1077年以前?）
- 源清実 （1077年以前?）
- 浦野重遠 （1079年以前?）
- 源国信 （権守） （1079年）
- 藤原敦憲 （1080年頃?）
- 藤原家綱 （1089年頃?）
- 高階為章 （1091年頃?）
- 藤原定仲 （権守） （1095年頃?）
- 藤原永清 （1096年頃?）
- 源師光 （1096年）
- 源国房 （1096年以前?）
- 藤原永実 （1100年）
- 藤原斎長 （1105年頃?）
- 高階為行 （1107年頃?）
- 橘広房[注釈 19] （1108年）
- 大江広仲 （1112年以前?）
- 藤原惟明 （1112年）
- 平盛基 （1116年）
- 藤原兼定 （権守） （1116年）
- 源重時 （1120年）
- 藤原盛重 （1127年）
- 藤原重万 （権守） （1130年頃?）
- 大江季重 （権守） （1132年）
- 源義綱 （1132年以前?）
- 藤原親隆 （1132年）
- 藤原朝隆 （1139年）
- 藤原賢行 （1143年）
- 藤原親康 （権守） （1146年）
- 藤原清通[注釈 20] （1148年）
- 藤原長親 （権守） （1149年頃?）
- 中原兼遠 （権守） （1155年頃?）
- 藤原行道 （1156年頃?）
- 藤原顕賢 （1157年）
- 藤原是憲 （1158年）[注釈 21]
- 源重成 （1159年）
- 藤原伊輔 （1160年）
- 藤原親経 （権守） （1160年）
- 藤原伊輔 （再任） （1163年）
- 藤原隆雅[注釈 22] （1168年）
- 藤原実教 （1172年）
- 大江泰友 （権守） （1174年）
- 大中臣盛実 （権守） （1178年）
- 藤原盛長 （1179年頃）
- 藤原景清 （1180年）
- 大江成棟 （権守） （1182年以前?）
- 一条能成 （権守） （1183年）
- 加々美遠光[注釈 23] （1185年）
- 吉田資経 （1190年）
- 源進（年代不詳）
- 源為公（年代不詳）
- 源有房 （年代不詳）
- 平正家（年代不詳）
- 中原頼季 （権守） （年代不詳）

##### 鎌倉時代
- 源遠義 （1193年頃?）
- 卜部兼直 （権守） (1199年）
- 藤原長兼 （1202年）
- 姉小路公宣 （権守） （1203年）
- 藤原資頼 （1203年）
- 藤原家時 （1205年）
- 藤原基綱 （1206年）
- 藤原隆綱 （1210年）
- 二階堂行光 （1216年頃?）
- 藤原親輔 （権守） （1217年）
- 藤原隆雅[注釈 24] （1226年）
- 藤原信忠 （1227年）
- 源頼俊 （1231年）
- 藤原公佐 （1232年以前?）
- 源輔通 （1232年）
- 藤原宗範 （権守） （1233年）
- 諏訪信重 （権守） （1239年頃?）
- 源季遠 （権守） （1243年）
- 佐々木泰清 （1258年）
- 源秀清 （1258年頃?）
- 藤原教房 （1258年以前?）
- 源通頼 （1260年）
- 小笠原長忠 （1264年以前?）
- 二階堂行実 （1268年）
- 二階堂行章 （1274年）
- 葉室定藤  （1583年）
- 藤原親世 （1287年）
- 安倍雅遠 （1288年）
- 藤原雅任 （1289年）
- 小笠原長政 （1294年以前?）
- 二階堂行貞 （1295年）
- 太田時連 （1298年）
- 荒井頼任 （1303年頃?）
- 小笠原長氏 （1310年以前?）
- 三条実治 （権守） （1330年）
- 小笠原宗長 （1330年以前?）
- 清原某[注釈 25] （1333年）
- 赤松範資 （1333年頃?）
- 伊東祐光 （年代不詳）

##### 南北朝時代
- 坊門清忠（権守）（1334年）
- 資英王[注釈 26] （1334年）
- 小笠原貞宗 （1334年頃?）
- 左近少将入道某[注釈 27] （1335年）
- 藤原光継[注釈 28] （1335年）
- 仁科重貞 （1336年頃）
- 風間信昭 （1338頃?）
- 太田某 （1340年頃?）
- 園基隆 （権守） （1346年）
- 諏訪頼嗣 （権守） （1347年）
- 源利治 （1347年）
- 安倍豊房 （権守） （1350年）
- 藤原行盛 （1350年）
- 諏訪頼嗣 （守に昇格） （1350年頃?）
- 諏訪直頼 （1351年）
- 源秀時 （1351年）
- 安倍泰規 （1352年）
- 海老名某 （1352年頃?）
- 二階堂行朝 （1353年以前?）
- 蜂谷某 （1353年頃?）
- 小笠原政長 （1353年頃?）
- 久我具通 （権守） （1358年）
- 安東高泰 （1358年頃?）
- 諏訪某 （1358年頃?）
- 八代某 （1358年頃?）
- 山代某 （1358年頃?）
- 武田義武 （1359年頃?）
- 岡本富高 （1364年頃?）
- 小笠原長基 （1365年頃?）
- 二宮貞家 （1366年）
- 顕邦王[注釈 26] （権守） （1375年）
- 顕邦王[注釈 26] （権守） （1383年頃?）
- 二宮氏泰[注釈 29]（1386年頃?）
- 小野氏信 （1392年頃?）

##### 室町時代
- 吉田兼敦 （権守） （1398年）
- 菅原長方 （権守） （1406年）
- 源為治 （権守） （1421年）
- 滋野井教国 （権守） （1459年）
- 久我嗣通 （権守） （14639年）
- 惟宗惟冬 （権守） （1467年）
- 源春朝 （権守） （1475年）
- 雅業王[注釈 26]  （権守） （1522年）

#### 信濃介

##### 飛鳥・奈良時代
- 谷綿麻呂 （738年頃?）
- 紀僧麻呂 （761年）
- 当麻王（767年）
- 濃宜水通 （768年）
- 弓削大成[注釈 30] （769年）
- 田口水直[注釈 30] （770年）
- 多治比賀智 （786年）
- 平群清麻呂 （790年）

##### 平安時代
- 石川清主 （795年頃?）
- 藤原継業 （のちに守） （799年）
- 和弟長 （804年）
- 坂本佐太気麻呂 （806年）
- 安倍安仁 （828年）
- 藤原貞守 （841年）
- 下毛野文継 （842年）
- 伴御園 （846年）
- 佐伯雄勝 （848年）
- 紀最弟 （852年）
- 清原秋雄 （852年）
- 紀道茂 （854年）
- 藤原秀道 （857年）
- 田口統範 （権介） （858年）
- 紀冬雄 （861年）
- 藤原是縄 （権介） （864年）
- 大春日吉野 （865年）
- 滋野恒蔭 （868年）
- 佐伯子房 （権介） （873年頃?）
- 藤原恒実 （権介） （878年）
- 橘茂蔭 （879年頃?）
- 藤原有令 （884年）
- 良岑唯実 （885年）
- 小野滋蔭 （893年）
- 藤原恒佐 （権介） （898年）
- 小野美材 （権介） （899年）
- 紀淑望 （権介） （913年）
- 藤原顕忠 （権介） （925年）
- 三統公忠 （権介） （941年）
- 高向行方 （979年）
- 丹波茂忠 （権介） （981年）
- 平保忠 （984年）
- 平景盛 （権介） （998年）
- 藤原輔遠 （権介） （998年以前?）
- 清岳光明 （権介） （999年）
- 賀茂某 （1025年頃?）
- 伴貞資 （1033年）
- 紀某 （1055年頃?）
- 平康清 （1176年）
- 中原国盛 （権介） （1181年）
- 藤原良宏 （権介） （1181年）

##### 鎌倉時代
- 藤原祐康 （1205年）
- 徳大寺実嗣 （1206年）
- 三条実親 （権介） （1206年）
- 藤原盛兼 （1219年）
- 藤原親季 （権介） （1223年）
- 藤原兼頼 （1229年）
- 大江景頼 （権介） （1231年）
- 藤原雅平 （権介） （1241年）
- 藤原公齋 （権介） （1243年）
- 藤原茂通 （権介） （1249年）
- 中院通教 （1255年）
- 堀川具守 （1260年）
- 藤原季顕 （権介） （1267年）
- 藤原通雄 （権介） （1272年）
- 源為雄 （1274年）
- 藤原実時 （権介） （1274年）
- 藤原長忠 （権介） （1278年）
- 源長通 （1294年）

##### 南北朝・室町時代
- 久我通相 （権介） （1334年）
- 藤原実長 （1342年）
- 源有範 （1347年）
- 中山満親 （権介） （1390年）
- 冷泉為豊 （1522年）
- 葉室頼房 （権介） （1538年）

#### 信濃掾

##### 平安時代
- 藤原忠房[注釈 31]（887年）
- 美努秀則 （982年頃?）
- 菅野貞頼 （995年）
- 秦員友（権少掾） （995年）
- 大宅清則（権少掾） （998年）
- 久米滋延 （1000年）
- 藤井国兼（大掾） （1179年）
- 藤原康義 （1179年）
- 藤原俊康（少掾） （1180年）

##### 南北朝・ 室町時代
- 中原重直（大掾） （1344年）
- 藤井有右（大掾） （1350年）
- 十市定之（大掾） （1401年）
- 高橋富里 （1402年）

#### 信濃目

##### 鎌倉時代
- 藤井真里 （1291年）

##### 南北朝・ 室町時代
- 藤井正次 （1344年）
- 清原長有（少目） （1347年）
- 八木重治（権目） （1359年）
- 浦地浪康（権少目） （1361年）
- 秦治徳（大目） （1398年）
- 椿戸花棟（権目） （1402年）
- 掃部里久（大目） （1407年）
- 御笠山高（1410年）

### 守護

#### 鎌倉幕府
- 1190年 - 1203年：比企能員
- 1203年 - 1221年：北条義時
- 1225年 - 1246年：北条重時（極楽寺流）
- 1265年 - 不明：北条義宗（赤橋流）
- 1280年 - 不明：北条久時（赤橋流）
- 1310年 - 不明：北条基時（普恩寺流）
- 不明 - 1332年：北条仲時（普恩寺流）

#### 室町幕府
- 1336年：小笠原貞宗
- 1338年 - 不明：村上信貞
- 1340年 - 1341年：吉良満義
- 1342年 - 1347年：小笠原貞宗
- 1347年 - 1351年：小笠原政長
- 1351年：諏訪直頼
- 1352年：小笠原政長
- 1352年 - 1365年：小笠原長基
- 1366年 - 1377年：上杉朝房
- 1384年 - 1387年：斯波義種
- 1387年 - 1399年：斯波義将
- 1398年 - 1399年：斯波義重
- 1399年 - 1401年：小笠原長秀
- 1401年 - 1402年：斯波義将
- 1402年 - 1423年：幕府直轄[注釈 32]
- 1425年 - 1442年：小笠原政康
- 不明 - 1446年：小笠原宗康
- 1446年 - 1450年：小笠原光康[注釈 33]
- 1451年 - 1453年：小笠原持長[注釈 34]
- 1453年 - 1461年：小笠原光康[注釈 33]
- 1463年 - 1477年?：小笠原政秀（半国守護）[34]
- 1471年? - 1477年?：上杉房定（半国守護）[34]
- 1493年? - 1501年：小笠原長朝
- 1501年 - 1515年：小笠原貞朝
- 不明 - 1542年：小笠原長棟
- 1542年 - 1550年?：小笠原長時
- 1559年 - 1573年：武田晴信（信玄）
- 1574年 - 1582年：武田勝頼

### 国人
- 諏訪氏
- 高遠氏 - 諏訪氏派生。
- 村上氏
- 高梨氏
- 海野氏
- 真田氏
- 大井氏
- 木曽氏
- 仁科氏 - 安曇郡
- 藤沢氏
- 滋野氏
- 香坂氏

### 武家官位としての信濃守
- 武田晴信 信濃侵攻の大義名分のため。
- 小出吉政 但馬出石藩初代藩主・和泉岸和田藩第2代藩主。
- 小出吉親 但馬出石藩第3代藩主、丹波園部藩初代藩主。
- 小出英知 丹波園部藩第2代藩主。
- 小出英貞 丹波園部藩第4代藩主。
- 小出英持 丹波園部藩第5代藩主。
- 小出英筠 丹波園部藩第7代藩主。
- 小出英発 丹波園部藩第8代藩主。
- 小出英教 丹波園部藩第9代藩主。
- 柳沢里之 越後三日市藩第4代藩主。
- 柳沢里世 越後三日市藩第5代藩主。
- 柳沢徳忠 越後三日市藩第8代藩主。
- 永井尚政 下総古河藩主。老中。
- 永井直国 大和新庄藩第3代藩主。
- 永井直温 大和新庄藩第4代藩主。
- 永井直方 大和新庄藩第5代藩主。
- 永井直養 大和新庄藩第6代藩主。
- 永井直壮 大和新庄藩第8代藩主。大和櫛羅藩初代藩主。
- 永井直哉 大和櫛羅藩第2代藩主。
- 池田政言 備中岡山新田藩（鴨方藩）初代藩主。
- 南部利直 陸奥盛岡藩初代藩主
- 南部行信 陸奥盛岡藩第4代藩主。
- 小笠原長逵 播磨安志藩第2代藩主
- 南部利済 陸奥盛岡藩第12代藩主。